# Mendick Hill
Der Mendick Hill ist ein Hügel in den Pentland Hills. Die 451 m hohe Erhebung liegt an der Ostflanke der rund 25 km langen Hügelkette in der schottischen Council Area Scottish Borders. Er zählt zu den südlichsten Hügeln der Pentlands.
Die nächstgelegenen Ortschaften sind West Linton sowie der Weiler Dolphinton in jeweils drei Kilometern Entfernung im Nordosten beziehungsweise Südwesten. Zu den umgebenden Hügeln zählen der Catstone Hill im Nordwesten sowie der King Seat im Norden.

## Umgebung
An den Flanken des Mendick Hills entspringen mehrere Bäche. Die an den Nord- und Ostflanken entspringenden Bäche münden in das West Water den Abfluss des West Water Reservoirs ein. Der Stausee selbst liegt am Fuße der Nordwesthänge des Mendick Hills. Er wurde 1969 zur regionalen Wasserversorgung errichtet. Von der Südflanke abfließende Bäche münden hingegen in den South Medwin, der schließlich in den Clyde entwässert.
An den Nordosthängen des Mendick Hills wurden verschiedene Feuersteinartefakte gefunden, die sich heute in musealen Sammlungen befinden und von einer frühen Besiedlung der Hügel zeugen.
Vor der Westflanke des Hügels findet sich eine Ansammlung von bis zu 100 Cairns. Auf Grund ihrer historischen Bedeutung sind von diesen drei einzelne Cairns sowie ein längliches Feld am Nachbarhügel als Scheduled Monuments klassifiziert.
Zu Zeiten der römischen Besatzung Britanniens verlief entlang der Ostflanke der Pentland Hills eine Römerstraße. Ihr Befestigungsdamm ist heute noch streckenweise erkennbar. Ein Abschnitt am Fuße des Mendick Hills ist als Bodendenkmal geschützt.